# Astghadzor (vattendrag)
Astghadzor (armeniska: Աստղաձոր) är ett vattendrag i Armenien. Det ligger i provinsen Gegharkunik, i den centrala delen av landet, 70 kilometer öster om huvudstaden Jerevan. Astghadzor ligger vid Sevansjön.
Runt Astghadzor är det ganska tätbefolkat, med 72 invånare per kvadratkilometer.